# Musée zoologique de Dresde
Le musée zoologique de Dresde (en allemand : Staatliches Museum für Tierkunde) est un muséum de zoologie situé en Allemagne à Dresde. Il dépend des Collections d'histoire naturelle de Seckenberg (avant 2008 : Collections d'histoire naturelle de Dresde), réunion de musées comprenant le musée zoologique, le museum de minéralogie et de géologie de Dresde, et la Bibliothèque centrale d'histoire naturelle. Son conservateur est le prof. Axel Zarske.

## Collections
Le musée abrite plus de six millions de spécimens et objets d'exposition, originaires du monde entier qui sont installés dans un édifice situé à Klotzsche, quartier nord de Dresde, et qui accueille au rez-de-chaussée le musée de minéralogie et de géologie.
Les collections d'insectes et de vertébrés représentent l'axe majeur du muséum. Les vertébrés, qui rassemblent 231 000 spécimens, sont divisés en trois départements: la mammalogie (26 000 spécimens), l'ornithologie (avec notamment trente mille œufs) et l'ichtyologie. Les insectes sont divisés en quatre départements: les lépidoptères, les diptères, les coléoptères et les hémiptères. Ils représentent plus de 2,5 millions d'exemplaires de 80 000 genres. Il existe en plus un département de malacologie, présentant les mollusques.
La bibliothèque zoologique est l'une des plus importantes d'Europe avec 60 000 volumes et 60 000 objets de conservation.

## Historique

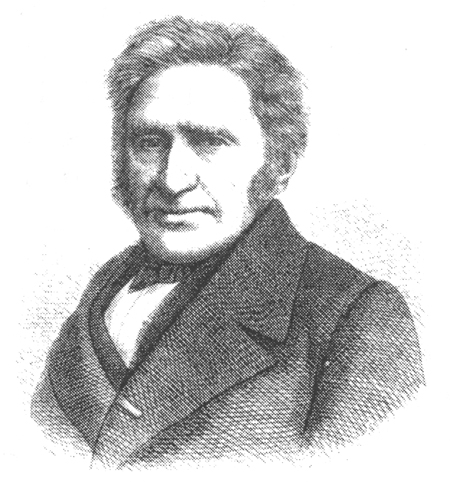
Portrait de Ludwig Reichenbach

Le musée prend son origine du cabinet de curiosités du château de la Résidence, inauguré en 1560 pour le prince-électeur Auguste de Saxe. Ses collections s'accroissent rapidement, mais le château brûle en 1701 et les spécimens d'animaux que l'on a pu sauver sont entreposés dans l'ancienne maison de la Garde du nouveau marché, les conditions sont mauvaises et beaucoup d'objets sont perdus.
C'est en 1728 qu'Auguste le Fort prend la décision de rassembler les collections au Zwinger et c'est cette date qui est reconnue comme celle de la véritable fondation du musée.
Ludwig Reichenbach est directeur pendant plus d'un demi-siècle, entre 1820 et 1874, du muséum royal d'histoire naturelle (Königliche Naturhistorische Museum). Une nouvelle catastrophe pour le musée intervient encore en mai 1849, lorsque la révolte de mai (3-9 mai 1849) a pour conséquence l'incendie du Zwinger. La plupart des collections sont perdues, sauf une petite collection d'oiseaux. Reichenbach est confronté ensuite à des obstacles de la part du gouvernement pour refonder le musée. Il lui faut attendre 1857, sous le règne de Jean Ier de Saxe, pour qu'il rouvre avec de nouvelles acquisitions, tandis que le muséum royal de minéralogie et de géologie est inauguré. 

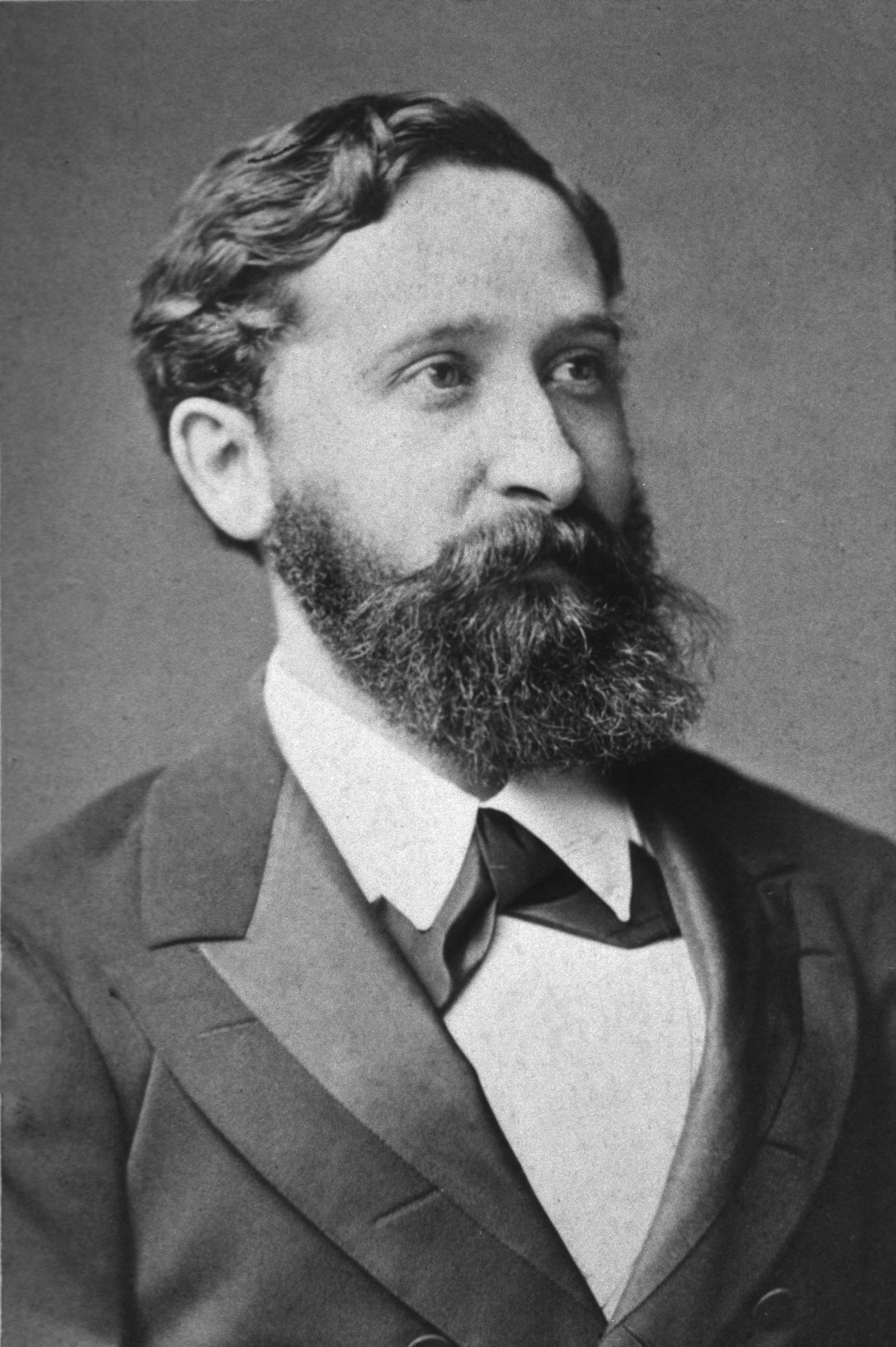
Adolf Bernhard Meyer

En 1874, Adolf Bernhard Meyer lui succède. Il donne une stature internationale au musée qui est renommé en musée royal anthropo-ethnographique et zoologique. Les collections botaniques qui s'y trouvaient jusqu'alors sont confiées à l'École polytechnique royale de Dresde et la bibliothèque botanique transférée à la Bibliothèque royale. C'est ainsi que prend fin l'unité des collections d'histoire naturelle pour plus de spécialisation. En 1875 paraît le premier numéro du journal du musée pour les publications des scientifiques intitulé Abhandlungen und Berichte des königlichen zoologischen und anthropologische-ethnographischen Museums zu Dresden.
Meyer fait plusieurs voyages d'études autour de l'année 1900 en Europe et en Amérique du Nord pour visiter les différents muséums et à son retour il modernise le musée de Dresde pour y accueillir les travaux des savants dans les conditions les plus modernes de l'époque. Il partage les collections entre les objets qui sont accessibles au public et ceux qui ne le sont que pour la recherche. Il est aidé dans sa tâche par le conservateur Karl Maria Heller.
Le musée devient trop à l'étroit dans les années 1930. Il déménage en 1937 dans de nouveaux murs près du Zwinger dans un ancien bâtiment ayant abrité une loge maçonnique interdite depuis l'avènement du national-socialisme. C'est la première fois que le musée de zoologie dispose d'un espace en propre, car la section d'anthropologie et d'ethnographie déménage à côté de l'Orangerie, en face du Jardin de la Duchesse (Herzogin Garten). Le bombardement de Dresde du 7 octobre 1944 réduit en cendres le musée et toutes les collections d'exposition. Les collections réservées aux chercheurs et la bibliothèque avaient quant à elles été réparties dans seize lieux de dépôt en dehors de la ville. C'est ainsi que le château de Weesenstein abritait la collection ornithologique et nombre d'insectes, tandis que le château de Kriebstein abritait les squelettes et une partie des mollusques et que le château de Rammenau, les coraux et les animaux empaillés. Cependant un tiers des objets sont détruits par vandalisme à l'arrivée de l'Armée rouge. Seulement douze caisses entreposées à la forteresse de Königstein sont prises par les Soviétiques en réparation des dommages de guerre infligés par le Troisième Reich.
C'est à Robert Reichert (qui avait été préparateur au musée avant la guerre) qu'incombe la tâche de faire renaître le muséum après la guerre. Il est d'abord nommé commissaire, puis obtient le titre de directeur de 1950 à 1957. C'est lui qui organise la première exposition d'un musée de Dresde après la guerre avec quelques spécimens. Elle est inaugurée le 2 juillet 1949 au Zwinger et présente la faune de la lande de Dresde. D'autres expositions suivent. Le musée d'ethnologie de Dresde ouvre ses portes en 1954 dans le Palais Japonais.
Les collections du musée zoologique, plus réduites, sont toutefois prêtes en 1957 et s'installent dans l'ancienne diète, mais il faut attendre deux ans encore avant de trouver un bâtiment qui soit convenable. Une exposition a lieu à la nouvelle Nordhalle pour le cent-cinquantième anniversaire de Darwin organisée avec pompes par les autorités. Les Soviétiques prêtent les caisses prises à Königstein, pour le deux-cent-cinquantième anniversaire du muséum, et les rendent définitivement en 1980.
Une exposition qui fait date a lieu à l'ancienne diète en 1995 autour du thème de l'Afrique, en lien avec le musée d'ethnologie. Enfin le musée s'installe en 1999 dans ses bâtiments actuels, permettant les meilleures garanties de dépôt.